# Herbak
Herbak (kurdisch Herbak) ist ein kurdisches Dorf mit ca. 100 Einwohnern im Landkreis İdil der Provinz Şırnak.

## Geographie
Herbak liegt im Südosten der Türkei, östlich von İdil an der Straße nach Cizre und außerhalb des geographischen Tur Abdins, westlich des Tigris in der Provinz Sirnak.